# Paul McGrath
Paul McGrath (Ealing, 4 december 1959) is een Iers voormalig betaald voetballer, die speelde als verdediger voor onder meer Manchester United en Aston Villa. Hij geldt als een van de beste Ierse spelers aller tijden en speelde 83 interlands in het Iers voetbalelftal. Hij scoorde daarin acht maal.
Tijdens een professionele carrière die grotendeels geplaagd was met blessures en persoonlijke problemen, speelde McGrath veertien seizoenen met Aston Villa en Manchester United (zeven per club). Hij speelde eveneens voor St. Patrick's Athletic, Derby County and Sheffield United.
McGrath was een langdurig dienend lid van het Iers nationale team, waarmee hij op het WK 1990 en WK 1994 speelde, alsmede het EK 1988, het eerste internationale toernooi van Ierland ooit.

## Privéleven
McGrath is geboren in Ealing, Middlesex (nu onderdeel van in west Londen). Hij heeft een Ierse moeder en een Nigeriaanse vader. Zijn vader verdween nog voor zijn geboorte. Zijn moeder, Betty McGrath, was doodsbang dat haar vader zou uitvinden dat ze zwanger was buiten het huwelijk en van een gemengde relatie. Ze reisde in het geheim naar Londen om te bevallen en gaf hem op voor adoptie toen hij vier weken oud was.
Toen hij vijf jaar oud was, ging een van de dochters van zijn pleegouders naar Betty, omdat ze hem niet aan konden. Hij verbleef kortdurig bij zijn moeder voordat ze hem in een weeshuis stopte. Ondanks dat op zijn geboorteakte zijn naam als Paul Mcgrath was aangegeven, was hij in deze tijd bekend als Paul Nwobilo. Hij werd grootgebracht in verschillende weeshuizen in Dublin, maar had geregeld bezoek van zijn moeder en zus tot het moment dat hij het weeshuis verliet.

## Clubcarrière

### St. Patrick's Athletic
McGrath begon als een schooljongen bij Pearse Rovers en speelde in de jeugd bij Dalkey United. Spelende voor Dalkey, trok hij de aandacht van Manchester United scout Billy Behan. Voordat hij een professioneel contract tekende bij League of Ireland club St. Patrick's Athletic in 1981, werkte hij kortstondig als een leerling metaalwerker en als beveiliger in Dublin.
McGrath maakte zijn debuut in een League of Ireland Cup wedstrijd tegen de Shamrock Rovers in Augustus op Richmond Park. Hij excelleerde bij St Patrick's, waardoor hij de bijnaam "The Black Pearl of Inchicore" verwierf en won de PFAI Player of the Year Award in zijn eerste en enige seizoen.

### Manchester United
In 1982, transfeerde McGrath naar Manchester United, op dat moment gemanaged door Ron Atkinson. Zijn enige prijs was de 1984-85 FA Cup waar in de finale met 1-0 werd gewonnen van Everton. Hij werd tot Man of the match uitgeroepen in de wedstrijd die voornamelijk herinnerd wordt door de rode kaart voor Kevin Moran - de eerste ooit in een finale van de FA Cup.
Verscheidene knieblessures zorgde ervoor dat McGrath niet uitgroeide tot een basisspeler onder the nieuwe manager Alex Ferguson. McGrath's alcoholverslaving en fysieke problemen leidde ertoe dat United hem een pensioenpakket aanbood terwaarde van £ 100.000,-. McGrath weigerde echter en Ferguson zag zich genoodzaakt hem op de transferlijst te plaatsen. Alhoewel zijn vorige manager Atkinson een aanbod deed van Sheffield Wednesday, werd het aanbod van Aston Villa van geaccepteerd en McGrath tekende op 3 augustus 1989 voor £ 400.000,- na 203 officiële wedstrijden gespeeld te hebben voor United waarin hij 16 keer scoorde.

### Aston Villa
McGrath speelde enkele van zijn beste wedstrijden voor Aston Villa ondanks zijn aanhoudende knieproblemen. ASton Villa was dicht bij het winnen van de titel in McGrath's eerste seizoen, waarin zij tweede werden achter Liverpool. In zijn tweede seizoen vocht Aston Villa tegen degradatie nadat manager Graham Taylor Villa has verlaten om de nieuwe bondscoach te worden van Engeland. Ondanks dat bleven de prestaties van McGrath imponeren. Onder Josef Venglos, de eerste manager van het Europese vasteland in de Premier Division, groeide McGrath uit tot een vaste waarde. Na éém seizoen onder Venglos, nam Ron Atkinson het over, die een van de beste elftallen bouwde in the beginjaren van de Premier League. Aston Villa eindigde weer as tweede in de 1992-93 Premier League, dit keer achter McGrath's voormalige werkgever. Als een teken hoe hoog zijn medeprofessionals hem zagen won hij PFA Players' Players of the year award aan het einde van het seizoen, en won eveneens zijn eerste prijs met de "Villans" door in de finale van de Football League Cup Manchester United te verslaan. In 1996 won McGrath voor de tweede keer de League Cup met Aston Villa. Aan het einde van zijn carrière bij Villa had hij 323 keer het shirt van zijn club gedragen. Hij wordt door de Villa fans liefkozend 'God' genoemd.

### Latere carrière
Na het winnen van zijn tweede League Cup vertrok McGrath in 1996 bij Aston Villa als een van de grootste spelers uit de club's geschiedenis. Hij is onsterfelijke geworden bij de fans die meeste wedstrijddagen het voetballied 'Paul McGrath, my lord' zingen op het melodie van Kumbaya. Hij stopte op een leeftijd van bijna 39 na korte periodes bij Derby County en Sheffield United. Met die laatste club werd hij twaalfde in het seizoen 1996-97. Hij speelde zijn laatste wedstrijd tegen Ipswich Town op 9 november 1997.

## Internationale carrière
McGrath maakte zijn debuut tegen Italië in 1985 en speelde zijn laatste 12 jaar later tegen Wales. Gedurende deze periode werd hij gezien als de meest invloedrijke speler van het Ierse elftal in hun gloriejaren. Hij speelde 83 keer voor Ierland waarin hij acht keer scoorde.
McGrath was een belangrijk deel van de doorbraak van Ierland in de eind jaren tachtig en begin jaren negentig. Gedurende de eerste jaren van Jack Charlton's tijdperk, speelde hij als een middenvelder, door het enorme Ierse talent in de verdediging. Op het EK 1988, de eerste keer dat Ierland zich kwalificeerde voor een internationaal toernooi, speelde hij mee in de 1-0 overwinning in de groepsfase tegen Engeland.
In 1990, kwalificeerde Ierland zich voor het eerste voor een Wereldkampioenschap voetbal, waarin zij de kwartfinales wisten te bereiken, waarin zijn verloren van Italië. Ierland's openingswedstrijd tegen Italië (1-0 overwinning) op het WK 1994, is een perfect voorbeeld van de tomeloze inzet van McGrath, waarin hij een verbazingwekkend prestatie neerzette ondanks de ondraaglijke knieproblemen, door onder andere een schot te blokkeren van Roberto Baggio met zijn gezicht.
Vandaag de dag wordt McGrath nog steeds als een van de grootste voetballers die ooit voor Ierland uitkwam gezien.

## Latere leven
McGrath lijdt aan alcoholisme, en miste daardoor verscheidene wedstrijden. In een interview met FourFourTwo, gaf hij toe regelmatig onder invloed van alcohol gespeeld te hebben. Gedurende zijn carrière onderging hij acht operaties aan zijn knieën.
Vijf jaar nadat hij gestopt werd hij aangesteld as director of football bij Waterford United.
In 2011 lanceerde hij een zangcarrière met een coverversie van het nummer Goin' Back. Dit werd gevolgd door een album met covers waarvan de opbrengst naar het Acquired Brain Injury Foundation en het Cystic Fibrosis Foundation of Ireland ging.

## Clubstatistieken
| seizoen | club                   | competitie        | duels | goals |
| ------- | ---------------------- | ----------------- | ----- | ----- |
| 1981/82 | St. Patrick's Athletic | League of Ireland | 26    | 4     |
| 1982/83 | Manchester United      | First Division    | 14    | 3     |
| 1983/84 | Manchester United      | First Division    | 9     | 1     |
| 1984/85 | Manchester United      | First Division    | 23    | 0     |
| 1985/86 | Manchester United      | First Division    | 40    | 3     |
| 1986/87 | Manchester United      | First Division    | 35    | 2     |
| 1987/88 | Manchester United      | First Division    | 22    | 2     |
| 1988/89 | Manchester United      | First Division    | 20    | 1     |
| 1989/90 | Aston Villa            | First Division    | 35    | 1     |
| 1990/91 | Aston Villa            | First Division    | 35    | 0     |
| 1991/92 | Aston Villa            | First Division    | 41    | 1     |
| 1992/93 | Aston Villa            | Premier League    | 42    | 4     |
| 1993/94 | Aston Villa            | Premier League    | 30    | 1     |
| 1994/95 | Aston Villa            | Premier League    | 40    | 0     |
| 1995/96 | Aston Villa            | Premier League    | 30    | 2     |
| 1996/97 | Derby County           | Premier League    | 24    | 0     |
| 1997/98 | Sheffield United       | Championship      | 12    | 0     |

1 Bonner ·
2 Morris ·
3 Hughton ·
4 McCarthy ·
5 Moran ·
6 Whelan ·
7 McGrath ·
8 Houghton ·
9 Aldridge ·
10 Stapleton  ·
11 Galvin ·
12 Cascarino ·
13 O'Brien ·
14 Kelly ·
15 Sheedy ·
16 Peyton ·
17 Byrne ·
18 Sheridan ·
19 Anderson ·
20 Quinn ·
Coach: Charlton
1 Bonner ·
2 Morris ·
3 Staunton ·
4 McCarthy  ·
5 Moran ·
6 Whelan ·
7 McGrath ·
8 Houghton ·
9 Aldridge ·
10 Cascarino ·
11 Sheedy ·
12 O'Leary ·
13 Townsend ·
14 Hughton ·
15 Slaven ·
16 Sheridan ·
17 Quinn ·
18 Stapleton ·
19 Kelly ·
20 Byrne ·
21 McLoughlin ·
22 Peyton ·
Coach: Charlton
1 Bonner ·
2 Irwin ·
3 Phelan ·
4 Moran ·
5 McGrath ·
6 Keane · 
7 Townsend  ·
8 Houghton ·
9 Aldridge ·
10 Sheridan ·
11 Staunton ·
12 G. Kelly ·
13 Kernaghan ·
14 Babb ·
15 Coyne ·
16 Cascarino ·
17 McGoldrick ·
18 Whelan ·
19 McLoughlin ·
20 D. Kelly ·
21 McAteer ·
22 A. Kelly ·
Coach: Charlton